# وحدة تعريف المشترك

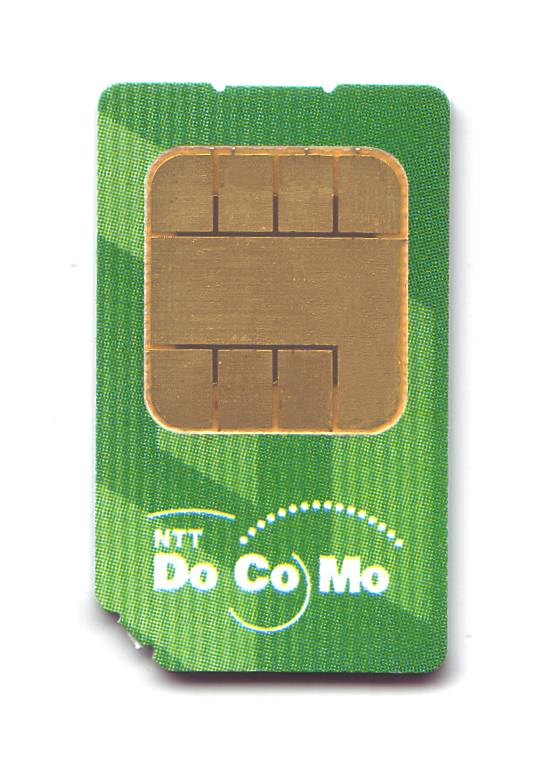
بطاقة وحدة تعريف المشترك

وحدة تعريف المشترك اختصارًا (SIM) (بالإنجليزية: Subscriber Identity Module) الموجودة على بطاقات (SIM) تقوم بحفظ مفتاح مشترك الخدمة (IMSI) المستخدم لتعريف أحد مشتركي الأجهزة الهاتفية النقّالة (مثل الحاسبات والهواتف النقّالة). تتيح بطاقة SIM للمستخدم تغيير الهاتف بمجرد إزالة البطاقة من أحد الهواتف وإدخالها في هاتف نقال آخر أو جهاز هاتفي عريض الحزمة.
تتوفر بطاقات SIM بحجمين قياسيين. الأول هو بحجم بطاقة الائتمان (85.60 ملم × 53.98 ملم × 0.79 ملم). الإصدار الصغير الأحدث والأكثر شيوعاً له أبعاد (25 ملم × 15 ملم × 0.76 ملم).

## اليابان
يحدّد نظام الخلوي الرقمي الشخصي اختصارًا (خ ر ش - PDC) (بالإنجليزية: Personal Digital Cellular) الياباني أيضًا و ت م، لكن هذا لم يسبق أن طبّق بشكل تجاري.